# Pophouse Entertainment
Pophouse Entertainment (Pophouse) är ett Stockholmsbaserat företag verksamt inom underhållning, däribland musik, podcast och gaming. Bolagets grundare och huvudägare är Björn Ulvaeus och Conni Jonsson och vd är Per Sundin. Universal Music Group äger en mindre andel i företaget. Pophouse investerar i musikrättigheter och andra former av immateriella rättigheter inom populärkultur. Företaget äger bland annat Swedish House Mafias musikkatalog och Perfect Day Media, samt är största investerare i Abba Voyage-konserten i London.
Bolaget har knutit till sig flera internationella profiler från näringslivet och musikindustrin. I styrelsen ingår ordföranden Michael Bolingbroke, tidigare operativ chef för Manchester United, och ledamoten Catherine Powell från Airbnb och Disney. Steve Barnett är ledamot i Pophouse investeringskommitté. Han har tidigare varit vd och ordförande för de amerikanska skivbolagen Capitol och Columbia Records och spelat en nyckelroll i många stora artisters karriärer, däribland Katy Perry, Bruce Springsteen och Beyoncé.

## Historia
Pophouse grundades 2014 i Stockholm, Sverige av Björn Ulvaeus, en av medlemmarna i Abba, och Conni Jonsson, grundare av EQT. Sedan 2019 är VD för Pophouse Per Sundin, som tidigare var VD för Universal Music i Norden och var avgörande för uppkomsten av Spotify, som den första musikbolagschefen att samarbeta med streamingplattformen.
I augusti 2021 förvärvade Pophouse bolaget Perfect Day Media, grundat av Hannah Widell och Amanda Schulman. Perfect Day är ett ledande mediehus inom podcast och ligger bakom några av Sveriges största poddar.
Den 25 februari 2022 öppnade företaget Avicii Experience, ett interaktivt museum i Stockholm, och en hyllning till Tim Berglings musik och liv. Invigningsceremonin invigdes av den svenska kungafamiljen.
I mars 2022 förvärvade Pophouse Entertainment Swedish House Mafias musikkatalog. Samtidigt aviserade bolaget en större satsning på att investera i musikrättigheter globalt. Affärsmodellen bygger på att köpa rättigheter till stora artisters musik och sedan arbeta med att stärka artistens varumärke för att öka artistens lyssnarsiffror och därmed värdet på katalogen. Bloomberg har spekulerat i att Pophouse ska starta en fond med uppemot tio miljarder svenska kronor i tillgångar för att investera i musikkataloger, men Pophouse har ännu inte bekräftat uppgifterna.
I april 2022 rekryterade Pophouse James McKnight, tidigare kreativ chef för Harry Potter franchise, som chef för utveckling av nya underhållningskoncept på Pophouse, och öppnade även sitt första kontor i London.